# Djayirli (Chéki)
Djayirli est un village de la région de Şəki en Azerbaïdjan.

## Géographie
Le village de Djayirli de la région de Şəki est situé dans la circonscription administrative du village de Djayirli.

## Économie
La principale occupation de la population du village est l'agriculture et l'élevage.

## Population
Selon les statistiques de 2009, la population du village est de 2046 personnes.